# اریک (بازیکن فوتبال، زاده دسامبر ۱۹۹۷)
اریک (انگلیسی: Erick؛ زادهٔ ۱۰ دسامبر ۱۹۹۷) بازیکن فوتبال اهل برزیل است.
از باشگاه‌هایی که در آن بازی کرده‌است می‌توان به باشگاه ورزشی ویتوریا اشاره کرد.